# John Gorton
Sir John Grey Gorton (Melbourne, 9 settembre 1911 – Sydney, 19 maggio 2002) è stato un politico australiano, diciannovesimo Primo Ministro d'Australia.

## Biografia
Figlio di un frutticoltore, Gorton studiò alla Sydney Church of England Grammar School, Geelong Grammar School e al Brasenose College di Oxford, dove conseguì un Master alle Arti. Nel 1935 egli si unì in matrimonio con l'americana Bettina Brown e cinque anni dopo si arruolò come pilota combattente nell'aviazione australiana. Il 5 febbraio 1948 fu iniziato in Massoneria nella loggia Kerrange N. 100. Gorton sopravvisse a due gravi incidenti aerei, e in uno riportò orribili ferite al viso, per le quali fu sottoposto a estesi interventi di ricostruzione facciale che tuttavia non impedirono che il suo volto rimanesse permanentemente sfigurato.
Prima della seconda guerra mondiale Gorton si iscrisse nel partito agrario, ma nel 1949 fu eletto al Senato federale nelle file liberali. Egli guidò diversi dicasteri nei governi Menzies e Holt, inclusi i Ministeri della Marina, dell'Educazione e del Lavoro, e divenne leader della maggioranza conservatrice al Senato. Gorton era un energico e capace ministro, e quando moderò le sue visioni di estrema destra divenne un vero leader del partito liberale.
Quando nel dicembre del 1967, Harold Holt scomparve, sembrò scontata la nomina di William McMahon, a capo del partito Liberale e nuovo premier, ma il leader agrario e premier provvisorio John McEwen mise il veto sulla candidatura di quest'ultimo, che aveva il torto di essere favorevole all'abbattimento delle barriere doganali, intervenendo indebitamente sull'esito delle primarie liberali.
Il veto posto da McEwen sembrò dover provocare la dissoluzione della coalizione di governo. I liberali pensarono di presentarsi da soli ad elezioni anticipate ma i sondaggi dell'epoca erano impietosi; i laburisti erano in forte ripresa e l'appoggio del partito agrario costituiva l'unica possibilità per i liberali di rimanere alla guida del paese. Pertanto il Ministro della difesa Malcolm Fraser candidò alla leadership del partito Gorton il quale sconfisse i suoi principali rivali. Conformemente alla tradizione del sistema di Westminster, Gorton si dimise dal Senato e si presentò alle elezioni suppletive della camera, tenute per nominare, dopo la presunta morte di Holt, il nuovo rappresentante della Divisione di Higghins. Dopo la sua elezione Gorton divenne primo ministro.

## Il Governo Gorton
Gorton inizialmente fu un premier molto popolare, essendo riuscito a distinguersi dallo stile formale dei suoi predecessori e a dare di sé l'immagine di un uomo del popolo che non disdegna alzar il gomito e giocare d'azzardo. Sfortunatamente per lui, più tardi la sua reputazione gli si ritorse contro.
In politica estera e di difesa egli cercò di rompere il tradizionale legame con la Gran Bretagna, continuando ad appoggiare l'intervento in Vietnam, intervento che godeva dell'appoggio popolare all'epoca del governo Holt ma che divenne inviso all'opinione pubblica nel 1968.
Sul piano domestico Gorton rafforzò il potere del governo centrale a discapito di quello dei singoli stati, alienandosi l'appoggio di potenti leader statali del suo partito come Sir Henry Bolte di Vittoria e Sir Robert Askin del Nuovo Galles del Sud. Egli cercò anche di supportare la creazione di una cinematografia indipendente.
Gorton fu sorprendentemente avaro nelle sue apparizioni nei media che si vendicarono ritraendolo come un amministratore incompetente e come se non bastasse ebbe la sfortuna di confrontarsi con il nuovo e formidabile capo dell'opposizione laburista Gough Whitlam. Egli fu criticato per la sua inclinazione verso gli alcolici e per le su avventure extraconiugali anche da membri del suo stesso partito. Gorton, dopo che nelle elezioni del 1969 i liberali videro ridursi a soli sette seggi l'ampia maggioranza parlamentare ereditata da Holt, fu sfidato per la leadership del partito da David Fairbairn, ma il veto posto su McMahon dal capo degli alleati del partito agrario McEwen salvo di nuovo Gorton. McEwen si dimise nel gennaio del 1971, e il suo successore, Doug Anthony, disse che il veto posto dagli agrari sulla leadership liberale doveva considerarsi decaduto. Con i liberali in caduta libera nei sondaggi, il ministro della Difesa Malcolm Fraser decise di sfidare Gorton dimettendosi e attaccandolo nell'aula parlamentare.

## Il declino
A questo punto a Gorton non restò che convocare il congresso straordinario del partito Liberale, al quale presentò una mozione di fiducia che fu respinta. I liberali scelsero come nuovo leader e nuovo premier McMahon, ma sorprendentemente Gorton riuscì a conquistare la carica di n.2 del partito, costringendo Mac Mahon ad affidargli il ministero della Difesa. Questa situazione farsesca finì dopo pochi mesi quando il premier accusò Gorton di slealtà revocandogli l'incarico.
Dopo la vittoria laburista alle elezioni del 1972, Gorton entrò a far parte del governo ombra guidato dal capo dell'opposizione liberale Billy Snedden fino alle elezioni del 1974 quando perse anche questo incarico. Quando nel 1975 Fraser diventò il nuovo capo dell'opposizione, Gorton si dimise dal partito liberale, continuando a sedere in parlamento come indipendente, ed in questa veste denunciò la revoca dell'incarico al premier laburista Whitlam; Nelle elezioni del 1975, alle quali si presentò come indipendente, non riuscì ad essere eletto in Senato.
Gorton si ritirò a Canberra, e successivamente si riunì senza clamore al partito liberale. Sua moglie morì nel 1983 ma dieci anni più tardi si sposò. Nei suoi ultimi anni fu riabilitato dal partito liberale il cui leader e primo ministro John Howard partecipò al suo novantesimo compleanno, riabilitazione che fu completata da una nuova biografia. Morì a novantacinque anni per una crisi respiratoria mentre era ricoverato per una polmonite all'ospedale di Sydney.